# Township (trò chơi điện tử)
Township là một trò chơi xây dựng thành phố miễn phí có sẵn trên nhiều nền tảng và được phát triển bởi Playrix. Township lần đầu tiên có sẵn dưới dạng một ứng dụng Adobe Flash trên trang web mạng xã hội Facebook. Trò chơi được phát hành cho hệ điều hành iOS vào ngày 24 tháng 2 năm 2012 và Google Play vào ngày 13 tháng 11 năm 2013. Vào ngày 16 tháng 2 năm 2014, nó đã được phát hành trên Amazon Appstore.
Đến tháng 11 năm 2017, trò chơi đạt mức 120 triệu lượt tải xuống, với hơn 3,5 triệu người chơi Township mỗi ngày.

## Trò chơi
Township là một trò chơi kết hợp xây dựng thành phố và sản xuất công nghiệp, nông nghiệp. Người chơi được hướng dẫn thông qua một hướng dẫn ngắn gọn trước khi bắt đầu trò chơi. Người chơi bắt đầu với một thị trấn khởi đầu và để phát triển nó, họ phải trồng và thu hoạch các cây trồng, điều hành các cơ sở chế biến và bán các vật phẩm. Tiền tệ chính trong trò chơi là T-cash. Bên cạnh đó, người chơi cũng kiếm được XP (điểm kinh nghiệm) và tiền xu để thực hiện các loại hành động khác nhau trong trò chơi. Tiền xu được sử dụng để mua các nhà máy, tòa nhà cộng đồng, đồ trang trí và điểm XP được sử dụng để tăng cấp. Khi người chơi tích lũy điểm XP và trải qua các cấp độ, nhiều loại cây trồng, nhà máy, tòa nhà cộng đồng và đồ trang trí trở nên có sẵn để cho người chơi mua và xây dựng nó. Một người chơi có thể chi tiền thật để mua T-cash, cũng như tiền xu (T-coins).

## Sự tương tác xã hội
Township khuyến khích sự tương tác giữa những người chơi thông qua mạng xã hội Facebook. Giữ liên lạc với những người chơi khác cho phép người chơi phát triển thị trấn (thành thị) nhanh hơn bằng cách sử dụng trợ giúp của bạn bè. Vào tháng 7 năm 2015, một bản cập nhật mới đã được phát hành, giới thiệu một sở thú và khả năng quyên góp, trợ giúp hàng hóa cho máy bay và xe lửa của bạn bè.
Một cách khác để tương tác với người khác là thông qua các co-op, được mở khóa ở cấp 19. Bạn cũng có thể tham gia vào các cuộc đua regatta với thành viên trong co-op của mình để nhận phần thưởng sau mỗi lần đua.
Cây trồng, vật phẩm, tòa nhà và những hoạt động mới được thêm vào với mỗi bản cập nhật từ Playrix. (Township thường được cập nhật sau khoảng từ 1–2 tháng, sớm hơn là 1–2 tuần).

## Mô hình kinh doanh
Township là một trò chơi miễn phí với nhiều cơ hội để trả tiền cho việc xây dựng, vật liệu, đồ trang trí hoặc tiền tệ trong trò chơi (T-cash) của trò chơi. Người chơi không có đủ tiền mặt hoặc muốn nhiều hơn, có thể mua một số bằng tiền thật (thanh toán trong ứng dụng). Như với hầu hết các mô hình kinh doanh "freemium", người chơi có thể mua đồ trang trí và nâng cấp cho thị trấn của họ, hoặc tiền xu và tiền mặt của thị trấn để mua thêm trước đây.

## Tranh cãi
Township, cùng với các trò chơi khác của Playrix đã ngày càng bị chỉ trích trên internet vì hiển thị các quảng cáo gây hiểu lầm mô tả lối chơi sai và không giống như trò chơi. Một số diễn đàn reddit được lập ra để thảo luận dành riêng cho việc này. Chẳng hạn, nhiều quảng cáo cho Township mô tả lối chơi hành động hoàn toàn không giống với chính ứng dụng. Vào cuối năm 2019, một bản kiến nghị change.org đã được thiết lập để yêu cầu "Ngừng quảng cáo sai về trò chơi trên thiết bị di động", trong đó có trích dẫn cho rằng Township là một ví dụ điển hình.